# Macrina cea Tânără
Macrina cea Tânără (c. 330 - 19 iulie 379) a fost o călugăriță a Bisericii creștine timpurii, considerată o sfântă în Biserica Romano-Catolică, în Bisericile Catolice Răsăritene și în Biserica Ortodoxă. A fost sora mai mare a episcopilor creștini Vasile cel Mare și Grigorie de Nyssa.
Fratele ei mai mic, Grigorie de Nyssa, a scris o lucrare biografică a ei, care se concentrează asupra vieții feciorești și ascetice pe care a dus-o. Macrina a dus o viață castă și umilă, dedicându-și timpul rugăciunii și educării spirituale a fratelui ei mai mic, Petru. Ea a refuzat educația clasică și a ales studiul devotat al Scripturii și al altor scrieri sacre.

## Biografie
Macrina s-a născut în orașul Cezareea din Capadocia. Părinții ei erau creștinii Vasile cel Bătrân și Emilia, iar bunica ei era Macrina cea Bătrână. Cei patru frați și șase surori ai familiei au fost educați potrivit învățăturilor creștine. Printre cei nouă frați ai săi s-au numărat doi dintre cei trei Părinți Capadocieni, frații ei mai mici Vasile cel Mare și Grigorie de Nyssa, precum și Petru al Sevastiei și faimosul jurist creștin Naucratie. Macrina a fost o persoană cucernică și a fost devotată încă din tinerețe învățăturii creștine.
Tatăl ei a logodit-o încă din tinerețe cu un tânăr dintr-o familie creștină, dar logodnicul ei a murit înainte de nuntă. Macrina a rămas credincioasă jurământului făcut logodnicului ei și a refuzat să se căsătorească cu un alt bărbat, considerându-l pe Hristos ca mirele ei etern. După moartea tatălui ei, ea s-a ocupat de gospodăria familiei și de educarea fraților mai tineri. Ea l-a îndemnat pe Vasile cel Mare (viitor arhiepiscop al Cezareii Capadociei), care, după întoarcerea de la Atena, dovedea aptitudini în domeniul retoricii și se socotea mai presus decât clericii, să urmeze o viață ascetică și să-și dedice timpul studierii scripturilor și l-a educat pe Petru (fratele cel mai mic, viitor episcop al Sevastiei) în spiritul învățăturilor creștine.
Macrina a avut o influență profundă asupra fraților și a mamei sale prin urmarea unui mod de viață ascetic. După împărțirea moștenirii între copii, ea s-a dedicat religiei, devenind călugăriță și înființând o mănăstire de maici pe o proprietate a familiei din Pont. A trăit acolo alături de mama ei și de alte femei, ducând un trai extrem de auster. În apropierea obștii Macrinei a fost înființată o mănăstire de călugări, condusă de Vasile cel Mare.
Fratele ei, Grigorie de Nyssa, a scris o lucrare intitulată Viața Cuvioasei Macrina în care descrie sfințenia ei pe parcursul întregii sale vieți. Macrina a dus o viață castă și umilă, dedicându-și timpul rugăciunii. Grigore o prezintă ca pe o femeie care a respins în mod conștient educația clasică, dedicându-se în schimb studiului Scripturii și altor scrieri sacre. Vasile cel Mare a murit în anul 379, ceea ce a întristat-o mult pe Macrina.
Câteva luni mai târziu, grav bolnavă, Macrina a murit la moșia familiei sale din Pont, care fusese transformată într-o mănăstire, cu ajutorul fratelui ei mai mic, Petru. Chiar și în pragul morții, Macrina a continuat să ducă o viață umilă, deoarece a refuzat să se așeze într-un pat și a ales în schimb să se întindă pe pământ. Grigorie de Nyssa, care a venit în vizită în plină tulburare cauzată de erezia ariană, a găsit-o pe Macrina foarte slăbită „culcată pe o scândură, având ca așternut un sac de păr, cu o altă scândură pusă de-a curmezișul, drept pernă”. Ultimele lor conversații au fost consemnate de Grigorie de Nyssa în scrierea „Dialog despre suflet și înviere” (peri psyches kai anastaseos), intitulată ta Makrinia (PG XLVI, 12 sq.), concepută într-o formă literară modelată după dialogul Phaidon al lui Platon. Macrina a murit rugându-se, vegheată de fratele ei mai mic. Călugărițele viețuiau într-o sărăcie extremă și nu au putut să o acopere decât cu un văl vechi, dar Grigorie de Nyssa a așezat deasupra ei mantia sa de episcop.
Macrina este importantă prin faptul că fratele ei, Grigorie de Nyssa, a putut, prin prezentarea vieții ei, să stabilească standarde pentru o femeie creștină sfântă. El credea că fecioria reflecta „puritatea radiantă a lui Dumnezeu”. Ziua de prăznuire a Cuvioasei Macrina este 19 iulie.

## Moștenire
Universaliștii, printre care Hosea Ballou și J. W. Hanson, susțin că Macrina ar fi fost o universalistă prin învățăturile ei, citând lucrări care, în opinia lor, demonstrează credința Macrinei că și cei răi îl vor mărturisi în cele din urmă pe Hristos.

## Legături externe
- Gregory of Nyssa, Life of Macrina
- Gregory of Nyssa, Dialogue on the Soul and Resurrection
- „St. Macrina, Virgin”, Butler's Lives of the Saints
- Macrina the Younger
- Herbermann, Charles, ed. (1913). „St. Macrina the Younger”. Catholic Encyclopedia. New York: Robert Appleton Company.
- The Life of Saint Macrina carte audio din domeniul public la LibriVox